# Tadeusz Kościuszko
  Tadeusz Kościuszko  (polonès: Andrzej Tadeusz Bonawentura Kościuszko) (pronunciació en polonès: /tadɛuʂ kɔɕt͡ɕuʂkɔ/) (Mieračoŭščyna, 4 de febrer de 1746 - Solothurn, 15 d'octubre de 1817) va ser un heroi nacional polonès que es va distingir en la lluita per la independència dels Estats Units i per conservar la independència de Polònia.

## Biografia
Tadeusz Kościuszko va néixer a Mereczowszczyzna (actualment a Belarús) en una família noble. Per les seves qualitats, Estanislau II de Polònia es fixà en ell i l'envià a París per completar els seus estudis. De tornada a Polònia el 1774, estudià dibuix i matemàtiques amb les filles del noble Józef Sosnowski. S'enamorà d'una d'elles, Ludwika, i va fugir a França. El 1776, se'n va anar als Estats Units per lluitar per la seva independència.
De seguida fou nomenat enginyer de les fortificacions. Va treballar en principi sota les ordres del general Horatio Gates. Gràcies al seu treball, fou un dels actors de la derrota de John Burgoyne a Saratoga. Serví llavors sota les ordres del general Nathanael Greene. Al final de la guerra de la independència, fou nomenat ciutadà d'honor dels Estats Units i general de l'exèrcit dels Estats Units.
El 1784, tornà a Polònia, però no pogué treballar en l'exèrcit a causa de la seva oposició al règim. La reforma liberal de 1789 li permeté tornar a l'exèrcit com a general amb el suport del seu antic amor Ludwika, esposa ara del príncep Lubomirski. Als 44 anys, s'enamorà d'una noia de 18 anys, però no aconseguí casar-se amb ella.
El 1792, Caterina II de Rússia envaí Polònia en resposta a la Confederació de Targowica. Kościuszko lluità valentament, però Estanislau II de Polònia Poniatowski abandonà la causa liberal i Kościuszko dimití i es reuní amb els partidaris de la causa nacional. Mentrestant, fou nomenat ciutadà d'honor per la França Revolucionària.
El març de 1794, conduí l'aixecament de Polònia a Cracòvia i a Varsòvia. Vencé els russos a Raclawice el 24 de març. Però el 10 d'octubre, les tropes russes i prussianes aixafaren els patriotes polonesos a Maciejowice i Kościuszko fou empresonat. Polònia fou de nou esquarterada i perdé la seva independència.
Després de la batalla de Jena (14 d'octubre de 1806), Kościuszko es refugià a París, i reivindicà per a Polònia un govern de tipus anglès i un gran estat que s'estengués des de Riga fins a Odessa, però que Napoleó no va admetre.